# Anoxie (biologie)
Pour les articles homonymes, voir Anoxie.
Dans le domaine biologique, l'anoxie est une diminution de la quantité de dioxygène disponible pour les tissus de l'organisme.

## Médecine
Dans la majorité des cas, elle est en rapport avec une charge insuffisante du sang en dioxygène (anoxémie).
En règle générale, on parle d'anoxie lorsque la pression partielle de dioxygène dans le sang est inférieure à 0,2 bar.
Dans ce cas, il y a souffrance tissulaire, notamment du muscle cardiaque et du cerveau.
L'anoxie peut exister sans anoxémie. La charge en dioxygène du sang est alors normale, mais un processus pathologique (par exemple une intoxication aux cyanures) empêche l'utilisation de ce dioxygène par les cellules.

### Pathologies
Certains individus (environ 1⁄125) présentent des « crises anoxiques ». Elles consistent en une chute très importante, mais momentanée, de la tension. Certains cas conduisent même à un arrêt total de la circulation sanguine. La population la plus à risque sont les enfants de 6 mois à 2 ans, mais les adolescents et jeunes adultes peuvent également être concernés. Les crises sont en général provoquées par un stress quelconque (peur, anxiété, froid, chaud, douleur…). Les symptômes sont tout d'abord une myorelaxation, le corps pâlit, se raidit et finit par convulser. Au bout de quelques secondes, la circulation sanguine se rétablit sans séquelles apparentes. Les crises ont tendance à s'espacer avec l'âge.

## Végétaux
Chez les végétaux, elle est provoquée par une anoxie du sol, ou de l'eau environnante dans le cas des végétaux aquatiques. Elle déclenche notamment, chez les végétaux supérieurs, la production d'une hormone de stress, l'acide abscissique.